# Carlos Nozal
Carlos Nozal Vega (Barakaldo, 15 mei 1981) is een Spaans voormalig professioneel wielrenner. Hij reed zijn gehele carrière voor Liberty Seguros Continental.
Hij is de jongere broer van Isidro Nozal.

## Belangrijkste overwinningen
2006
- 4e etappe Ronde van Portugal

## Grote rondes
Geen